# Oud bruin
Oud bruin is de benaming voor twee zeer verschillende donkere biersoorten die in Nederland en in Vlaanderen worden gebrouwen.

## Nederlands oud bruin

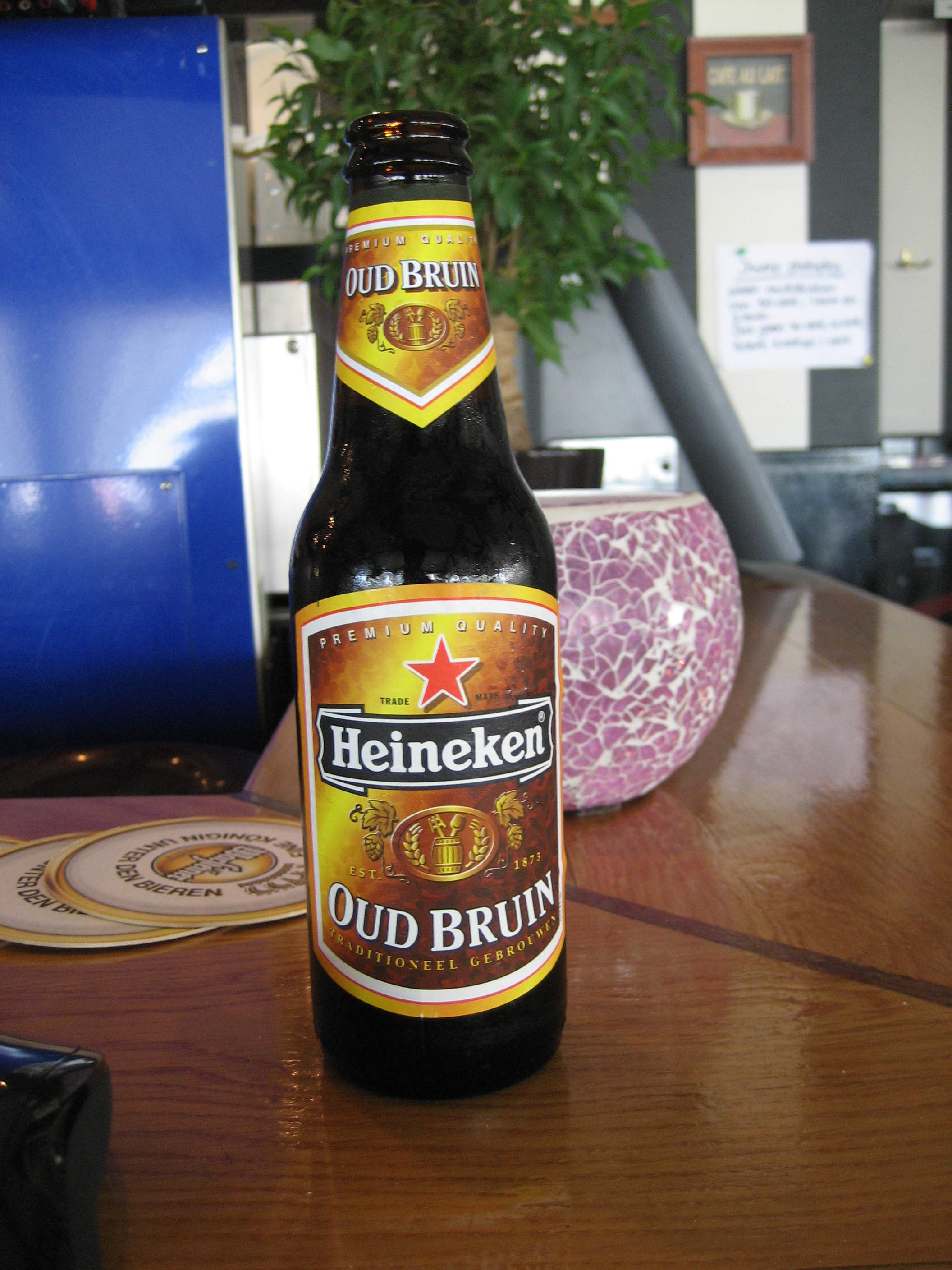
Heineken Oud Bruin

Nederlands oud bruin is een ondergistend bier met een laag alcoholgehalte. Het bier heeft een zoete tot erg zoete smaak doordat het bier na het brouwproces kunstmatig is gezoet. Oorspronkelijk werd als basis meestal bier gebruikt waarvan de gisting was mislukt of dunbier dat was verkregen door een tweede filtering van het restant in de filterkuip. In beide gevallen was het bier slecht van smaak en bovendien slechts zeer beperkt houdbaar. Door het te zoeten kon het toch worden verkocht. Hierbij kwamen ook bovengistende soorten voor. Tegenwoordig dient vooral verdunde pils als basis. Oud bruin wordt onder andere gebrouwen door Alfa, Dommelsch, Grolsch, Brand en Bavaria. Het wordt regelmatig gebruikt in de keuken, onder andere bij de bereiding van wild.
| Biernaam               | Alcoholpercentage | Brouwerij                 |
| ---------------------- | ----------------- | ------------------------- |
| Alfa Oud Bruin         | 2,5%              | Alfa Brouwerij            |
| Bavaria Oud Bruin      | 3%                | Brand Bierbrouwerij       |
| Brand Oud Bruin        | 3,5%              | Brand Bierbrouwerij       |
| Budels Oud Bruin       | 3,5%              | Budelse Brouwerij         |
| Dommelsch Oud Bruin    | 2%                | Dommelsche Bierbrouwerij  |
| Grolsch Oud Bruin      | 2,5%              | Grolsche Bierbrouwerij    |
| Gulpener Oud Bruin     | 3%                | Gulpener Bierbrouwerij    |
| Hengelo Bier Oud Bruin |                   | Hengelosche Bierbrouwerij |
| Lindeboom Oud Bruin    | 3,5%              | Bierbrouwerij Lindeboom   |
| Oranjeboom Oud Bruin   | 2,5%              | Oranjeboom Bierbrouwerij  |

## Vlaams oud bruin

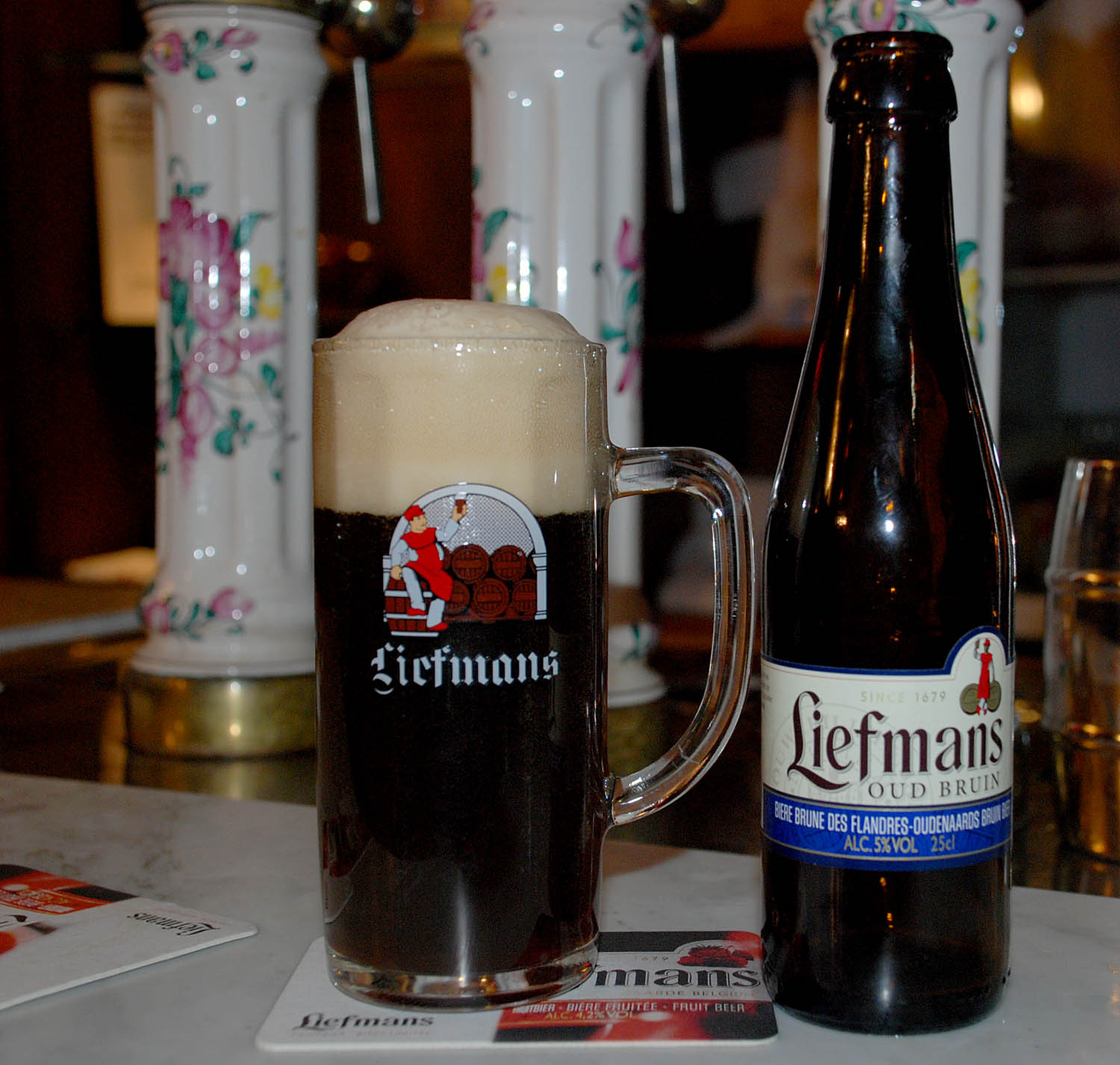
Liefmans Oud Bruin

In België kan oud bruin slaan op het bovengistend Vlaams oud bruin uit Oudenaarde en omstreken, een bier dat rijpt op RVS tanks, met als bekendste merk Liefmans. De West-Vlaamse variant is gerijpt op eikenhouten vaten, zogenoemde foeders, en heeft hierbij een gewenste melkzuurinfectie verkregen.
Hierdoor heeft het bier een licht zurige smaak.

## Trivia
Oud bruin wordt soms samen met pils gebruikt voor de karakteristiek Limburgse biermengsels Sjoes en Half-om. Hierbij wordt pilsener gemengd met een scheut (Sjoes) of de helft (half-om) oud bruin.